# 多米尼克·兰德廷格
多米尼克·兰德廷格（德語：Dominik Landertinger，1988年3月13日—），奥地利男子冬季两项运动员。他曾代表奥地利参加2010年、2014年和2018年冬季奥林匹克运动会冬季两项比赛，共获得二枚银牌和二枚铜牌。